# Lời nguyền căn phòng đỏ

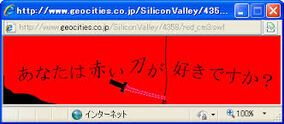
Một quảng cáo pop-up hiện lên với dòng chữ "Bạn có thích căn phòng màu đỏ không?" (あ な た は 赤 い 部屋 が 好 き で す か?)

Lời nguyền căn phòng đỏ (Nhật: 赤い部屋) là truyền thuyết đô thị Nhật Bản vào thuở sơ khai của internet về một quảng cáo bật lên (quảng cáo pop-up) được cho là thông báo về cái chết đang tới gần của người nhìn thấy nó.

## Giải thích
Có nhiều dị bản của truyền thuyết đô thị lời nguyền căn phòng đỏ nhưng hầu hết chúng đều đề cập đến việc nạn nhân sẽ thấy một dòng chữ màu đen trên nền đỏ với nội dung "Bạn có thích?" (あ な た は 〜 好 き で す か?). Nếu nạn nhân cô gắng đóng nó, một cửa sổ khác sẽ xuất hiện nhưng lần này là dòng chữ "Bạn có thích căn phòng màu đỏ không?" (あ な た は 赤 い 部屋 が 好 き で す か?). Sau đó, màn hình sẽ chuyển hoàn toàn sang màu đỏ và hiển thị một loạt cái tên và nạn nhân sẽ cảm giác được sự hiện diện bí ẩn của thứ gì đó sau lưng trước khi bất tỉnh và chết trong căn nhà với bức tường của căn phòng nhuốm máu đỏ.